# Уилер (тауншип, Миннесота)
Уилер (англ. Wheeler) — тауншип в округе Лейк-оф-те-Вудс, Миннесота, США. На 2000 год его население составило 386 человек.

## География
По данным Бюро переписи населения США, площадь тауншипа составляет 50,6 км², из которых 48,9 км² занимает суша, а 1,6 км² (3,23 %) — вода.

## Демография
По данным переписи населения 2000 года здесь находились 386 человек, 168 домохозяйств и 110 семей. Плотность населения — 7,9 чел./км². На территории тауншипа расположено 372 постройки со средней плотностью 7,6 построек на один квадратный километр. Расовый состав населения: 99,74 % белых и 0,26 % коренных американцев.
Из 168 домохозяйств в 28,0 % воспитывались дети до 18 лет, в 61,3 % проживали супружеские пары, в 2,4 % проживали незамужние женщины и в 34,5 % домохозяйств проживали несемейные люди. 30,4 % домохозяйств состояли из одного человека, при том 10,7 % из — одиноких пожилых людей старше 65 лет. Средний размер домохозяйства — 2,30, а семьи — 2,86 человека.
23,6 % населения — младше 18 лет, 4,9 % — в возрасте от 18 до 24 лет, 26,4 % — от 25 до 44, 27,7 % — от 45 до 64, и 17,4 % — старше 65 лет. Средний возраст — 43 года. На каждые 100 женщин приходилось 100,0 мужчин. На каждые 100 женщин старше 18 приходилось 106,3 мужчин.
Средний годовой доход домохозяйства составлял 37 321 доллар, а средний годовой доход семьи — 36 696 долларов. Средний доход мужчин — 29 306 долларов, в то время как у женщин — 23 611. Доход на душу населения составил 17 055 долларов. За чертой бедности находились 7,4 % семей и 3,6 % всего населения тауншипа.